# 索菲娅·科尔班
索菲娅·科尔班（羅馬尼亞語：Sofia Corban，1956年8月1日—），旧姓巴诺维奇（Banovici），罗马尼亚女子赛艇运动员。她曾代表罗马尼亚参加1980年和1984年夏季奥林匹克运动会赛艇比赛，其中1984年奥运会获得一枚金牌。